# حارة نسيها الزمن (مسلسل)
حارة نسيها الزمن مسلسل سوري من تأليف هاني السعدي وإخراج سالم الكردي برفقة سمير غريبة (مخرج منفذ) من إنتاج الشركة الأردنية للإنتاج التلفزيوني والإذاعي والسينمائي عام 1988.

## الممثلون
- وفاء الموصللي
- توفيق العشا
- فائق عرقسوسي
- صباح بركات
- وعد تفوح
- وفيق الزعيم
- هالة شوكت
- هالة حسني
- إسكندر عزيز
- أدهم الملا
- هاني السعدي
- أحمد مللي

## القصة
تدور أحداث المسلسل عن شاب اسمه عادل (توفيق العشا) ينتقل مع عائلته إلى منزل جديد في حارة غريبة. يتعرض عادل لمشاكل مع أهالي حارته الجديدة، لا سيما عبدو (فائق عرقسوسي) قبضاي الحارة والذي يفرض الأتاوات على سكانها وبقية أبناء الحارة الذين يمتهنون مهن غير شريفة كالنصب والاحتيال و السرقة. يحاول عادل تغيير أهل الحارة إلى الأفضل بعد أن حذره المختار ورئيس المخفر (إسكندر عزيز) بأن أهل الحارة فاسدون ولا يمكن تغييرهم إلا أن عادل أصر على المحاولة.